# Ali Elmusrati
Almoatasembellah Ali Mohamed Elmusrati, noto semplicemente come Ali Elmusrati (in arabo المعتصم بالله علي محمد المصراتي‎?; Misurata, 6 aprile 1996), è un calciatore libico, centrocampista del Beşiktaş.

## Caratteristiche tecniche
È un centrocampista centrale.

## Carriera

### Club
Il 9 febbraio 2024 si trasferisce al Beşiktaş.
Il 3 febbraio 2025 viene acquistato dal Monaco, in Ligue 1.

### Nazionale
Ha esordito con la nazionale libica il 13 gennaio 2014 disputando l'incontro del Campionato delle Nazioni Africane 2014 vinto 2-0 contro l'Etiopia.
Nel 2024 annuncia il proprio ritiro dalla nazionale per ragioni personali.

## Statistiche

### Cronologia presenze e reti in nazionale
| Cronologia completa delle presenze e delle reti in nazionale ― Libia | Cronologia completa delle presenze e delle reti in nazionale ― Libia | Cronologia completa delle presenze e delle reti in nazionale ― Libia | Cronologia completa delle presenze e delle reti in nazionale ― Libia | Cronologia completa delle presenze e delle reti in nazionale ― Libia | Cronologia completa delle presenze e delle reti in nazionale ― Libia | Cronologia completa delle presenze e delle reti in nazionale ― Libia | Cronologia completa delle presenze e delle reti in nazionale ― Libia |
| Data                                                                 | Città                                                                | In casa                                                              | Risultato                                                            | Ospiti                                                               | Competizione                                                         | Reti                                                                 | Note                                                                 |
| -------------------------------------------------------------------- | -------------------------------------------------------------------- | -------------------------------------------------------------------- | -------------------------------------------------------------------- | -------------------------------------------------------------------- | -------------------------------------------------------------------- | -------------------------------------------------------------------- | -------------------------------------------------------------------- |
| 13-1-2014                                                            | Bloemfontein                                                         | Libia                                                                | 2 – 0                                                                | Etiopia                                                              | CHAN 2014 - 1º turno                                                 | -                                                                    | 56’                                                                  |
| 17-1-2014                                                            | Bloemfontein                                                         | Ghana                                                                | 1 – 1                                                                | Libia                                                                | CHAN 2014 - 1º turno                                                 | -                                                                    | 87’                                                                  |
| 26-1-2014                                                            | Polokwane                                                            | Gabon                                                                | 1 – 1 (2 – 4 dtr)                                                    | Libia                                                                | CHAN 2014 - Quarti di finale                                         | -                                                                    |                                                                      |
| 29-1-2014                                                            | Bloemfontein                                                         | Zimbabwe                                                             | 0 – 0 (4 – 5 dtr)                                                    | Libia                                                                | CHAN 2014 - Semifinale                                               | -                                                                    | 60’                                                                  |
| 1-2-2014                                                             | Città del Capo                                                       | Libia                                                                | 0 – 0 (4 – 3 dtr)                                                    | Ghana                                                                | CHAN 2014 - Finale                                                   | -                                                                    |                                                                      |
| 7-9-2014                                                             | Marrakech                                                            | Marocco                                                              | 3 – 0                                                                | Libia                                                                | Amichevole                                                           | -                                                                    | 46’                                                                  |
| 6-6-2015                                                             | Salé                                                                 | Mali                                                                 | 2 – 2                                                                | Libia                                                                | Amichevole                                                           | -                                                                    |                                                                      |
| 12-6-2015                                                            | Agadir                                                               | Marocco                                                              | 1 – 0                                                                | Libia                                                                | Qual. Coppa d'Africa 2017                                            | -                                                                    | 44’ 80’                                                              |
| 18-6-2015                                                            | Casablanca                                                           | Tunisia                                                              | 0 – 1                                                                | Libia                                                                | Qual. CHAN 2016                                                      | -                                                                    |                                                                      |
| 21-6-2015                                                            | Casablanca                                                           | Marocco                                                              | 3 – 0                                                                | Libia                                                                | Qual. CHAN 2016                                                      | -                                                                    |                                                                      |
| 28-8-2015                                                            | Kartepe                                                              | Libia                                                                | 2 – 1                                                                | Tanzania                                                             | Amichevole                                                           | -                                                                    |                                                                      |
| 6-9-2015                                                             | Il Cairo                                                             | Libia                                                                | 1 – 2                                                                | Capo Verde                                                           | Qual. Coppa d'Africa 2017                                            | 1                                                                    |                                                                      |
| 19-10-2015                                                           | Radès                                                                | Tunisia                                                              | 1 – 0                                                                | Libia                                                                | Qual. CHAN 2016                                                      | -                                                                    | 46’                                                                  |
| 13-11-2015                                                           | Sfax                                                                 | Libia                                                                | 1 – 0                                                                | Ruanda                                                               | Qual. Mondiali 2018                                                  | -                                                                    | 53’ 57’                                                              |
| 17-11-2015                                                           | Kigali                                                               | Ruanda                                                               | 1 – 3                                                                | Libia                                                                | Qual. Mondiali 2018                                                  | -                                                                    | 62’                                                                  |
| 29-1-2016                                                            | Assuan                                                               | Egitto                                                               | 2 – 0                                                                | Libia                                                                | Amichevole                                                           | -                                                                    | 68’                                                                  |
| 23-3-2016                                                            | São Tomé                                                             | São Tomé e Príncipe                                                  | 2 – 1                                                                | Libia                                                                | Qual. Coppa d'Africa 2017                                            | -                                                                    | 90’                                                                  |
| 28-3-2016                                                            | Il Cairo                                                             | Libia                                                                | 4 – 0                                                                | São Tomé e Príncipe                                                  | Qual. Coppa d'Africa 2017                                            | -                                                                    | 65’                                                                  |
| 3-6-2016                                                             | Radès                                                                | Libia                                                                | 1 – 1                                                                | Marocco                                                              | Qual. Coppa d'Africa 2017                                            | -                                                                    |                                                                      |
| 3-9-2016                                                             | Praia                                                                | Capo Verde                                                           | 0 – 1                                                                | Libia                                                                | Qual. Coppa d'Africa 2017                                            | -                                                                    |                                                                      |
| 8-10-2016                                                            | Kinshasa                                                             | RD del Congo                                                         | 4 – 0                                                                | Libia                                                                | Qual. Mondiali 2018                                                  | -                                                                    | 64’                                                                  |
| 11-11-2016                                                           | Algeri                                                               | Libia                                                                | 0 – 1                                                                | Tunisia                                                              | Qual. Mondiali 2018                                                  | -                                                                    |                                                                      |
| 5-6-2017                                                             | Il Cairo                                                             | Egitto                                                               | 1 – 0                                                                | Libia                                                                | Amichevole                                                           | -                                                                    | 71’                                                                  |
| 9-6-2017                                                             | Il Cairo                                                             | Libia                                                                | 5 – 0                                                                | Seychelles                                                           | Qual. Coppa d'Africa 2019                                            | -                                                                    | 50’                                                                  |
| 31-8-2017                                                            | Conakry                                                              | Guinea                                                               | 3 – 1                                                                | Libia                                                                | Qual. Mondiali 2018                                                  | -                                                                    | 64’                                                                  |
| 4-9-2017                                                             | Monastir                                                             | Libia                                                                | 1 – 0                                                                | Guinea                                                               | Qual. Mondiali 2018                                                  | -                                                                    | 69’                                                                  |
| 7-10-2017                                                            | Monastir                                                             | Libia                                                                | 1 – 2                                                                | RD del Congo                                                         | Qual. Mondiali 2018                                                  | 1                                                                    |                                                                      |
| 11-11-2017                                                           | Radès                                                                | Tunisia                                                              | 0 – 0                                                                | Libia                                                                | Qual. Mondiali 2018                                                  | -                                                                    |                                                                      |
| 8-9-2018                                                             | Durban                                                               | Sudafrica                                                            | 0 – 0                                                                | Libia                                                                | Qual. Coppa d'Africa 2019                                            | -                                                                    |                                                                      |
| 13-10-2018                                                           | Kaduna                                                               | Nigeria                                                              | 4 – 0                                                                | Libia                                                                | Qual. Coppa d'Africa 2019                                            | -                                                                    |                                                                      |
| 16-10-2018                                                           | Sfax                                                                 | Libia                                                                | 2 – 3                                                                | Nigeria                                                              | Qual. Coppa d'Africa 2019                                            | -                                                                    |                                                                      |
| 24-3-2019                                                            | Sfax                                                                 | Libia                                                                | 1 – 2                                                                | Sudafrica                                                            | Qual. Coppa d'Africa 2019                                            | -                                                                    |                                                                      |
| 11-10-2019                                                           | Oujda                                                                | Marocco                                                              | 1 – 1                                                                | Libia                                                                | Amichevole                                                           | -                                                                    | 79’                                                                  |
| 15-11-2019                                                           | Radès                                                                | Tunisia                                                              | 4 – 1                                                                | Libia                                                                | Qual. Coppa d'Africa 2021                                            | -                                                                    | 69’ 77’                                                              |
| 19-11-2019                                                           | Monastir                                                             | Libia                                                                | 2 – 1                                                                | Tanzania                                                             | Qual. Coppa d'Africa 2021                                            | -                                                                    | 62’                                                                  |
| 11-11-2020                                                           | Monastir                                                             | Libia                                                                | 2 – 3                                                                | Guinea Equatoriale                                                   | Qual. Coppa d'Africa 2021                                            | -                                                                    |                                                                      |
| 15-11-2020                                                           | Bata                                                                 | Guinea Equatoriale                                                   | 1 – 0                                                                | Libia                                                                | Qual. Coppa d'Africa 2021                                            | -                                                                    |                                                                      |
| 25-3-2021                                                            | Benghazi                                                             | Libia                                                                | 2 – 5                                                                | Tunisia                                                              | Qual. Coppa d'Africa 2021                                            | -                                                                    |                                                                      |
| 8-10-2021                                                            | Alessandria d'Egitto                                                 | Egitto                                                               | 1 – 0                                                                | Libia                                                                | Qual. Mondiali 2022                                                  | -                                                                    |                                                                      |
| 11-10-2021                                                           | Bengasi                                                              | Libia                                                                | 0 – 3                                                                | Egitto                                                               | Qual. Mondiali 2022                                                  | -                                                                    |                                                                      |
| 24-3-2023                                                            | Radès                                                                | Tunisia                                                              | 3 – 0                                                                | Libia                                                                | Qual. Coppa d'Africa 2023                                            | -                                                                    | cap.                                                                 |
| 28-3-2023                                                            | Bengasi                                                              | Libia                                                                | 0 – 1                                                                | Tunisia                                                              | Qual. Coppa d'Africa 2023                                            | -                                                                    | cap. 81’                                                             |
| Totale                                                               |                                                                      | Presenze                                                             | 42                                                                   |                                                                      | Reti                                                                 | 2                                                                    |                                                                      |

## Palmarès

### Club

#### Competizioni nazionali
- Coppa del Portogallo: 1

Braga: 2020-2021
- Coppa di Lega portoghese: 1

Braga: 2023-2024
- Coppa di Turchia: 1

Beşiktaş: 2023-2024
- Supercoppa di Turchia: 1

Beşiktaş: 2024

### Nazionale
- Campionato delle Nazioni Africane: 1

Sudafrica 2014